# Mike Rich
Mike Rich (ur. 1959) – amerykański scenarzysta, najbardziej znany jako twórca scenariuszów do filmów o tematyce sportowej. Ukończył Oregon State University. Swoją karierę rozpoczynał jako reporter radiowy w Portland.

## Filmografia
- Finding Forrester (2000)
- The Rookie (2002)
- Radio (2003)
- Miracle (2004)

Projekty w trakcie realizacji
- Manhunt
- Nativity